# Aphodius quadriguttatus
Aphodius quadriguttatus is een keversoort uit de familie bladsprietkevers (Scarabaeidae). De wetenschappelijke naam van de soort is voor het eerst geldig gepubliceerd in 1783 door Herbst.